# KS Cracovia Kraków
El MKS Cracovia SSA és un club de futbol polonès de la ciutat de Cracòvia.

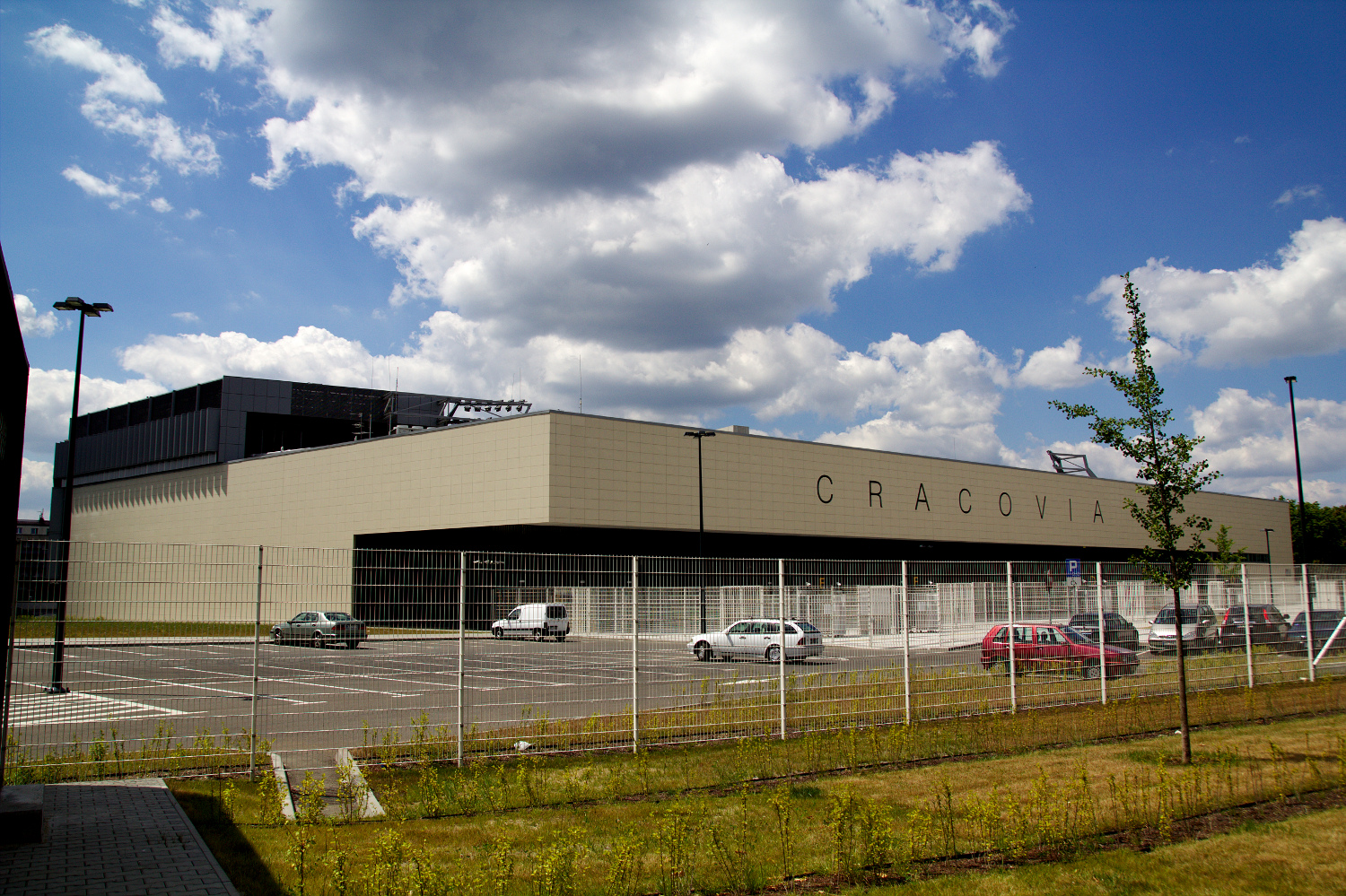
Estadi Józefa Piłsudskiego

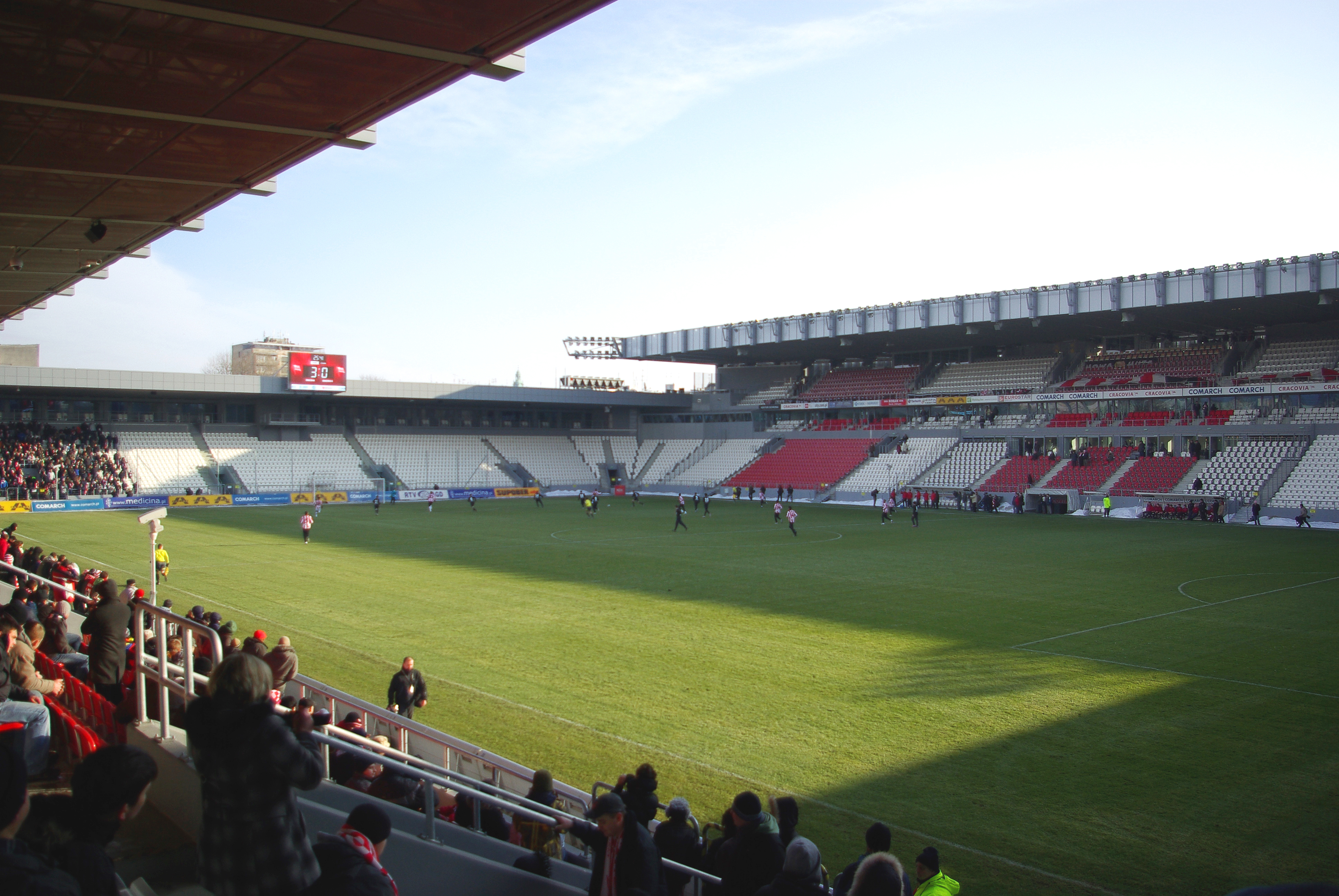
Estadi Józefa Piłsudskiego

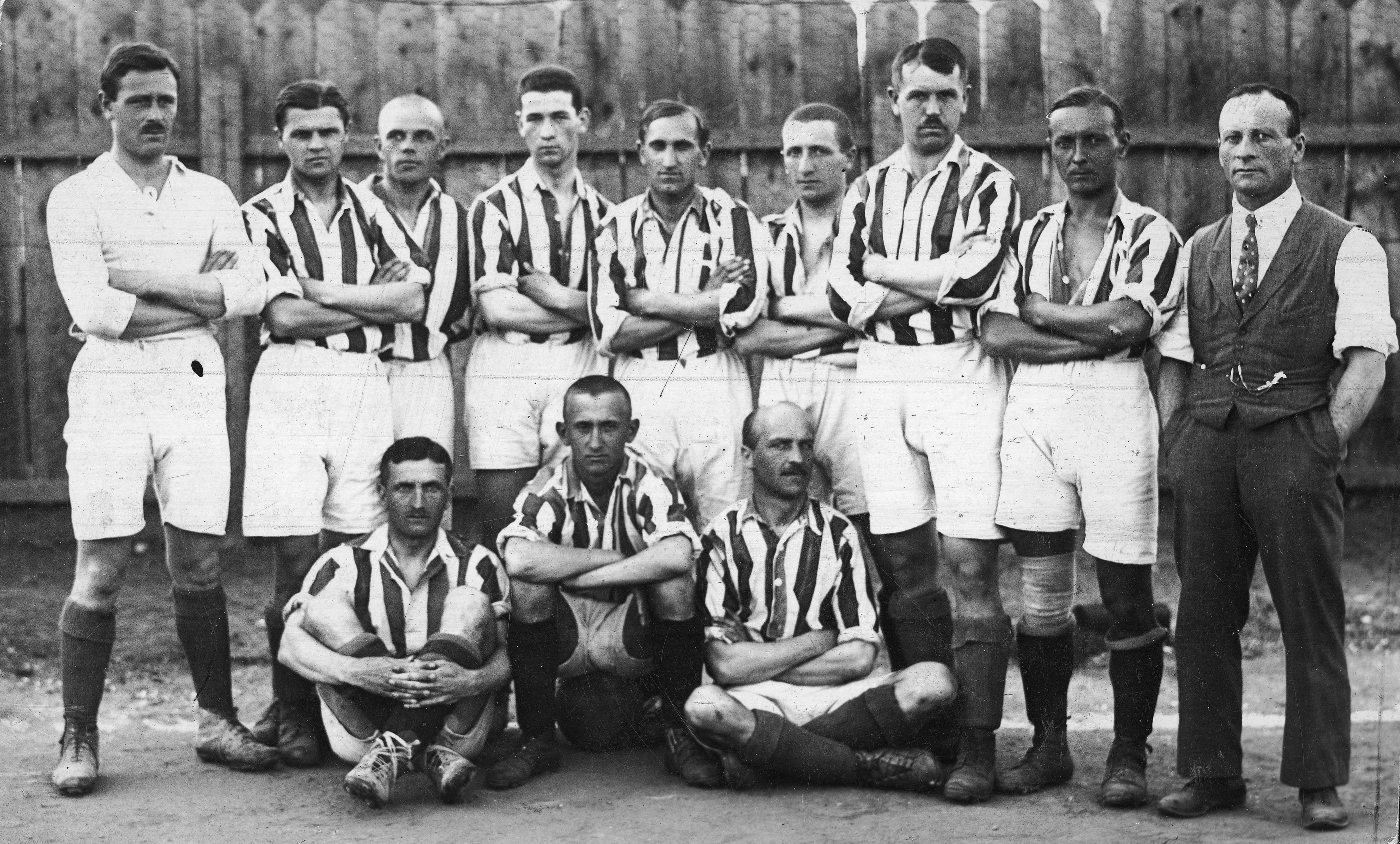
Cracovia 1921

## Història
Fundat el 13 de juny de 1906, és el club de futbol en actiu més antic de Polònia.
Evolució del nom:
- 1906: KS Cracovia Kraków
- 1948: KS Ogniwo Cracovia Kraków
- 1950: KS Ogniwo Kraków
- 1954: KS Sparta Kraków
- 1955: KS Cracovia Kraków

## Palmarès
- Lliga polonesa:[2]
  - 1921, 1930, 1932, 1937, 1948
- Copa polonesa:[3]
  - 2020
- Supercopa polonesa:
  - 2020
- Campionat de Galítsia:[4]
  - 1913

## Seccions
A més del departament de futbol, el Cracovia té moltes seccions com:
- Hoquei gel
  - Campió de Polònia - 1937, 1946, 1947, 1948, 1949, 2006, 2008, 2009, 2011
- Basquetbol
  - Campió de Polònia masculí - 1929, 1938.
  - Campió de Polònia femení - 1929.
- Handbol
  - Campió de Polònia masculí- 1930, 1933.
  - Campió de Polònia femení - 12 cops, el darrer el 1987.
  - Copa de Polònia femenina - 2 cops.
- Voleibol
  - Campió de Polònia - 1933.
- Tir amb arc
  - Campió de Polònia - 1953.
- Ciclisme
  - Campió de Polònia individual - 15 cops.
- Atletisme
  - Campió de Polònia per equips- 1945, 1946, 1950.
  - 64 títols individuals.
- Natació
  - Campió de Polònia per equips - 1930, 1945, 1946, 1950.
  - 48 títols individuals.
- Billar
  - Campió de Polònia - 1991,
- Escacs
  - Campió de Polònia per equips - 1954.
  - 4 títols de Campió de Polònia individual.
- Gimnàstica
  - Campió de Polònia per equips - 1948.
  - 5 títols de Campió de Polònia individual.
- Tennis
  - 4 títols de Campió de Polònia individual - 1937, 2 x 1946, 1960.
- Tennis Taula
  - Campió de Polònia per equips - 1946, 1949, 1951.
  - 2 títols de Campió de Polònia individual - 1947, 1950.
- Boxa
  - 1 títols de Campió de Polònia individual – 1927.